# عملية 10 ميكرومتر
عملية 10 ميكرومتر
عملية 10 ميكرومتر (بالإنجليزية:  10 µm process)‏ عملية تشير إلى مستوى عملية تصنيع تقنية أشباه الموصلات التي
تم التوصل إليها بحدود العامين 1971 و1972 ميلادي من قبل الشركات الرائدة في مجال أشباه الموصلات، مثل إنتل.

## منتجات تمثل عملية تصنيع 10 ميكرومتر
- وقد صنعت وحدة المعالجة المركزية إنتل 4004 والتي أطلقت في عام 1971 باستخدام هذه العملية.
- وقد صنعت وحدة المعالجة المركزية إنتل 8008 والتي أطلقت في عام 1972 باستخدام هذه العملية.

## اقرأ أيضا
- تصنيع أجهزة أشباه الموصلات